# Dolichopeza segnis
Dolichopeza segnis är en tvåvingeart som beskrevs av Alexander 1937. Dolichopeza segnis ingår i släktet Dolichopeza och familjen storharkrankar. Inga underarter finns listade i Catalogue of Life.